# Liste der Monuments historiques in Évran
Die Liste der Monuments historiques in Évran führt die Monuments historiques in der französischen Gemeinde Évran auf.

## Liste der Bauwerke
| Bezeichnung           | Beschreibung           | Standort                   | Kennzeichnung | Schutzstatus   | Datum     | Bild           |
| --------------------- | ---------------------- | -------------------------- | ------------- | -------------- | --------- | -------------- |
| Croix Macquerel       | Kreuz, 14. Jahrhundert | Avenue de la Mottay (Lage) | PA00089148    | Inscrit        | 1964      | weitere Bilder |
| Château de Beaumanoir | Schloss, erbaut 1628   | (Lage)                     | PA00089147    | Inscrit Classé | 1925 1965 | weitere Bilder |

## Liste der Objekte
- Monuments historiques (Objekte) in Évran in der Base Palissy des französischen Kultusministeriums